# イタリアの島の一覧
イタリアの島の一覧（イタリアのしまのいちらん）では、イタリアに属する島の一覧について記述する。

## 地中海

シチリア島

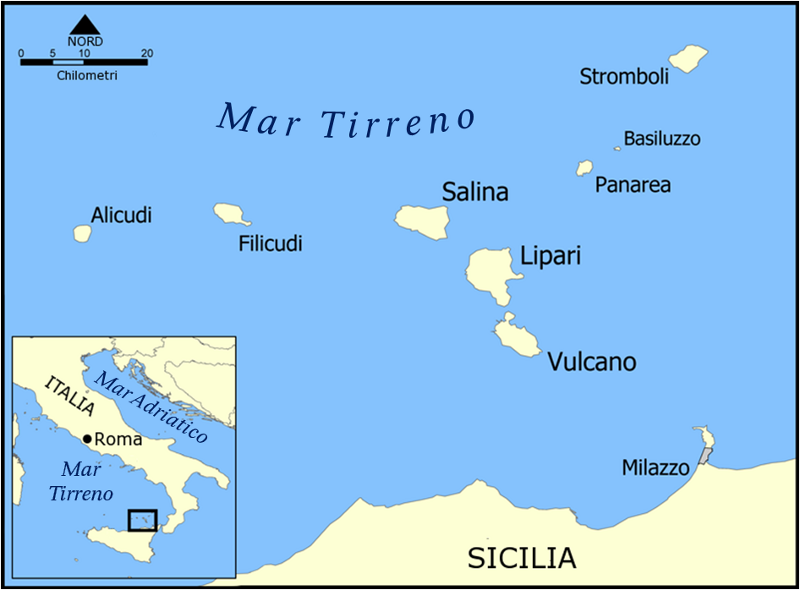
エオリア諸島

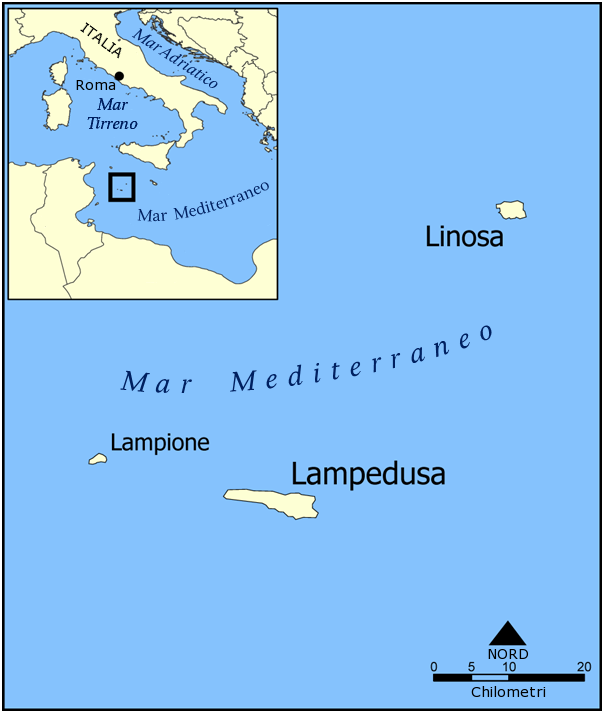
ペラージェ諸島

サルデーニャ島

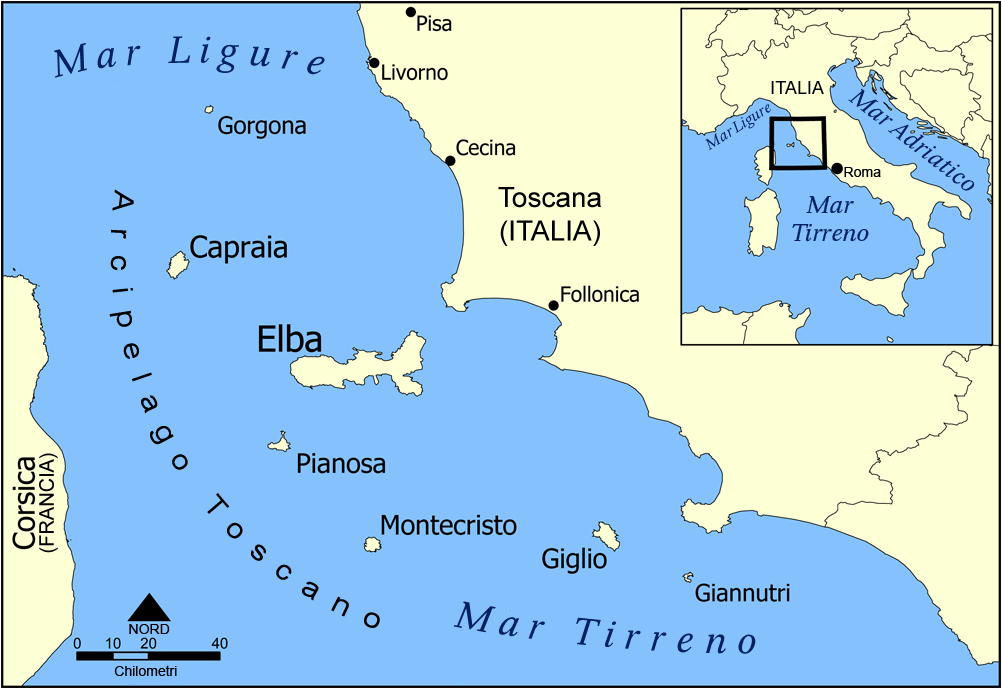
トスカーナ群島

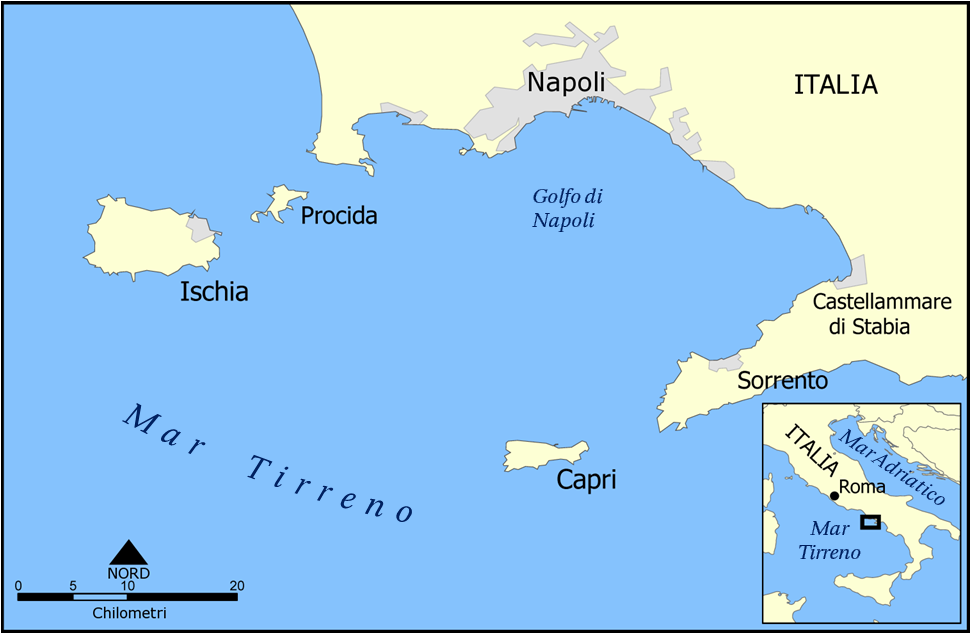
フレグレエ諸島

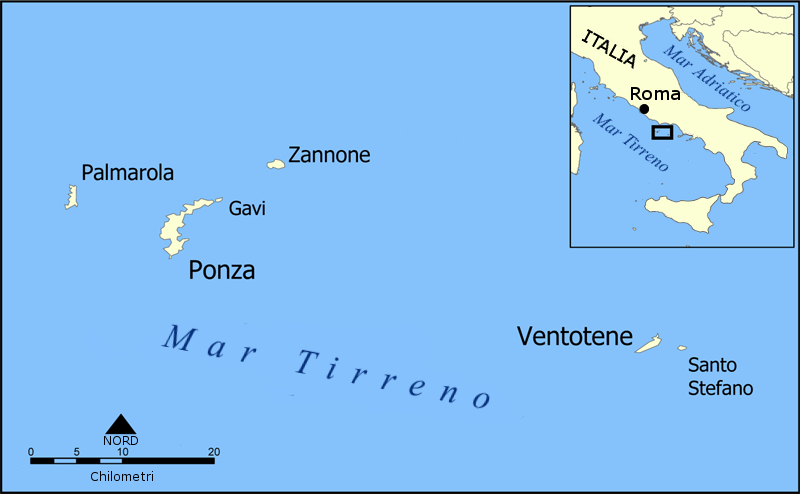
ポンツィアーネ諸島

- エオリア諸島
  - アリクーディ島
  - フィリクーディ島（英語版）
  - リーパリ島
  - パナレーア島
  - サリーナ島
  - ストロンボリ島
  - ヴルカーノ島
- エーガディ諸島
  - ファヴィニャーナ島（英語版）
  - レヴァンツォ島（英語版）
  - マレッティモ島（英語版）
- アジナーラ島
- バルバナ島（英語版）
- ベルジェッジ島
- フェルディナンデア（水中火山）
- サン・ピエトロ島（英語版）
- フレグレエ諸島（英語版）
  - カプリ島
  - イスキア島
  - ニシダ島（英語版）
  - プローチダ島
- ガッリナーラ島（英語版）
- ラ・マッダレーナ諸島
  - ブデッリ島（英語版）
  - カプレーラ島
  - ラ・マッダレーナ島
  - サンタ・マリア島（イタリア語版）
  - サント・ステファノ島（英語版）
  - スパルジ島（イタリア語版）
  - ラッツォリ島（イタリア語版）
- モラーラ島
- ペラージェ諸島
  - ランペドゥーザ島
  - ランピョーネ島
  - リノーザ島
- パンテッレリーア島
- パルマリア島
- ポンツィアーネ諸島
  - ガーヴィ島
  - パルマローラ島（英語版）
  - ポンツァ島
  - サント・ステーファノ島
  - ヴェントテーネ島
  - ザンノーネ島
- サンタンティーオコ島
- サルデーニャ島
- シチリア島
- タヴォラーラ島（英語版）
- ティネット島
- ティーノ島
- サンタンドレア島（英語版）
- トスカーナ群島
  - カプラーイア島
  - エルバ島
  - ジャンヌートリ島
  - ジリオ島
  - ゴルゴーナ島
  - モンテクリスト島
  - ピアノーザ島
  - フォルミッチェ・ディ・グロッセート島（英語版）
  - スコーリョ・ド・アッフリカ島（英語版）
- トレーミティ諸島
  - カプラーイア島
  - サン・ドーミノ島（英語版）
  - サン・ニコーラ島（英語版）
  - クレタッチョ島（英語版）
  - ピノーザ島（英語版）
- ウスティカ島
- ヴェネツィアの潟
  - ヴェネツィア
  - サンテラズモ島
  - ブラーノ島
  - ジュデッカ島
  - リード島
  - ペッレストリーナ
  - ムラーノ島
  - サン・ミケーレ島
  - トルチェッロ島
- グラード

## 湖
- コモ湖
  - コマチーナ島（英語版）
- ガルダ湖
  - ガルダ島（英語版）
- イゼーオ湖
  - モンテ島
- マッジョーレ湖
  - ボッローメオ諸島（英語版）
    - ベッラ島
    - マードレ島（英語版）
    - マルゲーラ島（イタリア語版）
    - ペスカトーリ島（英語版）
    - サン・ジョヴァンニ島（英語版）

  - カンネロ城（英語版）
  - パルテゴーラ島（英語版）
- オルタ湖（英語版）
  - サン・ジューリオ島（英語版）
- トラジメーノ湖
  - ポルヴェーゼ（英語版）
  - マッジョーレ島（英語版）
  - ミノーレ（英語版）

## 河川
- テヴェレ川
  - ティベリーナ島